# Хийт Слейтър
Хийт Милър е американски професионален кечист, който работи за WWE. Работи в Разбиване под името Хийт Слейтър. Той е състезател в първия сезон на NXT, където той завърши четвърти. Той е бивш FCW шампион и три кратен шампион на отборните титли, с Джъстин Гейбриел.
- Интро песни
- (WWE) (2010 – 2011)
  - End Of Days By 9 Electric (WWE) (2011)
  - Black Or White By Bleeding In Stereo (WWE) (2011)
  - South Bound By Jimmy Norman (WWE) (2011)
  - One Man Band By Jim Johnston (WWE) (2011-)

## Завършващи движения
- Сладост (Sweetness)
- Върха (E-Minor)
- Скачащ Вратотрошач (Jumping Neckbreaker)
- Падащ Лист (Dropkick)
- Торнадо ДДТ (Tornado DDT)

### Титли и отличия
- Florida Championship Wrestling
  - FCW Florida Heavyweight Championship (1 път)
  - FCW Florida Tag Team Championship (1 път) – с Джо Хениг
  - FCW Southern Heavyweight Championship (1 път)

- Georgia Championship Wrestling
  - NWA/GCW Columbus Heavyweight Championship (1 път)

- Pro Wrestling Illustrated
  - PWI Вражда на годината (2010) – Нексъс срещу WWE
  - PWI Мразещ кечист на годината (2010) – като част от нексъс
  - PWI го класира #66 от 500-те най-добри кечисти в PWI 500 през 2011

- World Wrestling Entertainment
  - WWE Tag Team Championship (3 пъти) – с Джъстин Гейбриел
  - Слами награда за шокът на годината (2010) – дебюта на нексъс